# مستديرة (موسيقى)

المستديرة رمز موسيقي بيضاوي الشكل، يكتب على المدرج الموسيقي للدلالة على مدة نغمة، قيمتها الزمنية تساوي ضعف قيمة البيضاء، وأربعة أضعاف مدة السوداء.